# テキサス州知事の一覧
テキサス州知事（英語：Governor of Texas）は、アメリカ合衆国のテキサス州の元首及び同州政府の長である。テキサス州軍の最高指揮官であり、本項目ではその歴代就任者の一覧を列挙する。現職のグレッグ・アボットは1845年の州制施行以来48代目の知事である。

## 概要
知事は副知事と共に4年ごとの1月第3火曜日に就任し、4年の任期を務める。現行に先立つ1845年のテキサス州の最初の憲法で知事職が定められ、当初は任期は2年で、6年間で4年を超えてはならないとされていた。連邦脱退後の1861年の憲法では選挙後の11月第1月曜日が任期開始日とされていた。南北戦争終結後の1866年の憲法では任期は4年に延長され、12年間で8年までとなり、任期開始日は議会編成後の最初の木曜日、もしくは「可能な限り早急に」とされた。リコンストラクション期に制定された1869年の憲法では任期上限が撤廃され、2025年3月12日現在でもテキサス州は任期上限がない14州のうちの1つとなっている。また1876年の憲法で任期は2年に戻されたが、1972年の改憲で再び4年となった。
歴代最長政権を務めたのはリック・ペリーである。ペリーは2000年アメリカ合衆国大統領選挙に勝利したジョージ・W・ブッシュの退任に伴い、州知事に昇任した。その後ペリーは2002年・2006年・2010年に再選され、2015年1月に引退するまで約14年間知事を務めた。
ペリーに並ぶ最多選者が他に3人いる。アラン・シヴァースは1949年7月にビューフォード・H・ジェスターの死に伴い昇任し、その後1950年と1952年と1954年に再選され、1956年の引退までに歴代3番目の長さとなる約7年半の知事政権を維持した。プライス・ダニエルは1956年に知事に選出され、1958年と1960年に再選されたが、4期目を目指した1962年は民主党予備選挙で敗れた。ジョン・コナリーは1962年に選出され、1964年と1966年に再選されたが、1968年に引退を表明して翌1969年1月21日に退任した。ペリーに次ぐ長期政権はビル・クレメンツの8年であり、1978年に当選するも1982年は逃し、1986年に再選を果たした後に1990年に引退した。
知事が空席となった場合は副知事が昇任する。1999年の改正前までは昇任した知事は前任者のもともとの満了日までが任期となっていた。

## テキサス州知事
| 政党 | 政党   | 知事数 |
| ---- | ------ | ------ |
|      | 民主党 | 39     |
|      | 共和党 | 7      |
|      | 統一党 | 1      |
|      | 無所属 | 1      |
|      | 軍     | 1      |

| #  | 知事   | 知事 | 知事                                                                               | 任期                                                      | 政党                            | 選挙                                         | 前職                                                                         | 副知事                                       | 副知事                                         |
| -- | ------ | ---- | ---------------------------------------------------------------------------------- | --------------------------------------------------------- | ------------------------------- | -------------------------------------------- | ---------------------------------------------------------------------------- | -------------------------------------------- | ---------------------------------------------- |
| 1  |        |      | ジェームズ・ピンクニー・ヘンダーソン 1808年3月31日 - 1858年6月4日                  | 1846年2月19日 - 1847年12月21日                            | 民主党                          | 1845年                                       | 駐英および駐仏テキサス共和国公使 (1837年-1840年)                             |                                              | アルバート・クリントン・ホートン               |
| 2  |        |      | ジョージ・T・ウッド 1795年3月12日 - 1858年9月3日                                   | 1847年12月21日 - 1849年12月21日                           | 民主党                          | 1847年                                       | テキサス州上院議員 (1846年-1847年)                                           |                                              | ジョン・アレクサンダー・グリア                 |
| 3  |        |      | ピーター・ハンズボロー・ベル 1810年5月11日 - 1898年3月8日                          | 1849年12月21日 - 1853年11月23日                           | 民主党                          | 1849年                                       | テキサス州騎兵第2連隊中佐 (1845年-1849年)                                    |                                              | ジョン・アレクサンダー・グリア                 |
| 3  | 1851年 |      | ピーター・ハンズボロー・ベル 1810年5月11日 - 1898年3月8日                          | 1849年12月21日 - 1853年11月23日                           | 民主党                          | ジェームズ・W・ヘンダーソン                  | テキサス州騎兵第2連隊中佐 (1845年-1849年)                                    |                                              |                                                |
| 4  | 1851年 |      |                                                                                    | ジェームズ・W・ヘンダーソン 1817年8月15日 - 1880年8月30日 | 1853年11月23日 - 1853年12月21日 | 民主党                                       | 第3代テキサス州副知事 (1851年-1853年)                                        | 空席                                         | 空席                                           |
| 5  |        |      | イライシャ・M・ピーズ 1812年1月3日 - 1883年8月26日                                 | 1853年12月21日 - 1857年12月21日                           | 統一党                          | 1853年                                       | テキサス州上院議員 (1849年-1851年)                                           |                                              | デヴィッド・キャッチングズ・ディクソン         |
| 5  | 1855年 |      | イライシャ・M・ピーズ 1812年1月3日 - 1883年8月26日                                 | 1853年12月21日 - 1857年12月21日                           | 統一党                          | ハーディン・リチャード・ラネルズ             | テキサス州上院議員 (1849年-1851年)                                           |                                              |                                                |
| 6  |        |      | ハーディン・リチャード・ラネルズ 1820年8月30日 - 1873年12月25日                    | 1857年12月21日 - 1859年12月21日                           | 民主党                          | 1857年                                       | 第5代テキサス州副知事 (1855年-1857年)                                        |                                              | フランシス・ラボック                           |
| 7  |        |      | サム・ヒューストン 1793年3月2日 – 1863年7月26日                                    | 1859年12月21日 - 1861年3月16日                            | 無所属                          | 1859年                                       | テキサス州選出連邦上院議員 (1846年-1859年)                                   |                                              | エドワード・クラーク                           |
| 8  |        |      | エドワード・クラーク 1815年4月1日 - 1880年5月4日                                   | 1861年3月16日 - 1861年11月7日                             | 民主党                          | 1859年                                       | 第7代テキサス州副知事 (1859年-1861年)                                        | 空席                                         | 空席                                           |
| 9  |        |      | フランシス・ラボック 1815年10月16日 - 1905年6月22日                                | 1861年11月7日 - 1863年11月5日                             | 民主党                          | 1861年                                       | 第6代テキサス州副知事 (1857年-1859年)                                        |                                              | ジョン・マクラナハン・クロケット               |
| 10 |        |      | ペンドルトン・マーラー 1824年もしくは1826年 - 1865年8月4日                         | 1863年11月5日 - 1865年6月17日                             | 民主党                          | 1863年                                       | テキサス州下院議員 (1857年)                                                  |                                              | フレッチャー・サマーフィールド・ストックデイル |
| -  |        |      | フレッチャー・サマーフィールド・ストックデイル 1823年もしくは1825年 - 1890年2月4日 | 1865年6月11日 – 1865年6月16日                             | 軍                              | 1863年                                       | 第9代テキサス州副知事 (1863年-1865年)                                        | 空席                                         | 空席                                           |
| 11 |        |      | アンドリュー・ジャクソン・ハミルトン 1815年1月28日 - 1875年4月11日                 | 1865年6月16日 - 1866年8月9日                              | Democratic-Military             | 1863年                                       | テキサス州上院議員当選者 (1861)                                              | 空席                                         | 空席                                           |
| 12 |        |      | ジェームズ・W・スロックモートン 1825年2月1日 - 1894年4月21日                       | 1866年8月9日 - 1867年8月8日                               | 民主党                          | 1866年                                       | 連合国陸軍第6テキサス騎兵連隊大尉 (1861年-1863年)                            |                                              | ジョージ・ワシントン・ジョーンズ               |
| 13 |        |      | イライシャ・M・ピーズ 1812年1月3日 - 1883年8月26日                                 | 1867年8月8日 - 1869年9月30日                              | 共和党                          | 1866年                                       | 第5代テキサス州知事 (1853年-1857年)                                          | 空席                                         | 空席                                           |
| 14 |        |      | エドマンド・J・デイヴィス 1827年10月2日 - 1883年2月7日                             | 1870年1月8日 - 1874年1月15日                              | 共和党                          | 1869年                                       | 北軍テキサス州第1騎兵連隊准将 (1862年-1865年)                                | 空席                                         | 空席                                           |
| 15 |        |      | リチャード・コーク 1829年3月18日 - 1897年5月14日                                   | 1874年1月15日 - 1876年12月1日                             | 民主党                          | 1873年                                       | テキサス州最高裁判所陪審判事 (1866年-1867年)                                 |                                              | リチャード・B・ハバード                        |
| 15 | 1876年 |      | リチャード・コーク 1829年3月18日 - 1897年5月14日                                   | 1874年1月15日 - 1876年12月1日                             | 民主党                          |                                              | テキサス州最高裁判所陪審判事 (1866年-1867年)                                 |                                              | リチャード・B・ハバード                        |
| 16 |        |      | リチャード・B・ハバード 1832年11月1日 - 1901年7月12日                              | 1876年12月1日 - 1879年1月21日                             | 民主党                          | 第16代テキサス州副知事 (1874年-1876年)       | 空席                                                                         | 空席                                         |                                                |
| 17 |        |      | オーラン・ミロ・ロバーツ 1815年7月9日 - 1898年5月19日                              | 1879年1月21日 - 1883年1月16日                             | 民主党                          | 1878年                                       | 第7代テキサス州最高裁判所主席判事 (1874年-1879年)                            |                                              | ジョセフ・D・セイヤーズ                        |
| 17 | 1880年 |      | オーラン・ミロ・ロバーツ 1815年7月9日 - 1898年5月19日                              | 1879年1月21日 - 1883年1月16日                             | 民主党                          | レオニダス・ジェファーソン・ストーリー       | 第7代テキサス州最高裁判所主席判事 (1874年-1879年)                            |                                              |                                                |
| 18 |        |      | ジョン・アイアランド 1827年1月1日 - 1896年3月15日                                  | 1883年1月16日 - 1887年1月18日                             | 民主党                          | 1882年                                       | テキサス州最高裁判所陪審判事 (1875年-1876年)                                 |                                              | フランシス・マリオン・マーティン               |
| 18 | 1884年 |      | ジョン・アイアランド 1827年1月1日 - 1896年3月15日                                  | 1883年1月16日 - 1887年1月18日                             | 民主党                          | バーネット・ギブス                           | テキサス州最高裁判所陪審判事 (1875年-1876年)                                 |                                              |                                                |
| 19 |        |      | ローレンス・サリバン・"サル"・ロス 1838年9月27日 - 1898年1月3日                    | 1887年1月18日 - 1891年1月20日                             | 民主党                          | 1886年                                       | テキサス州上院議員 (1881年-1883年)                                           |                                              | トーマス・ベントン・ウィーラー                 |
| 19 | 1888年 |      | ローレンス・サリバン・"サル"・ロス 1838年9月27日 - 1898年1月3日                    | 1887年1月18日 - 1891年1月20日                             | 民主党                          |                                              | テキサス州上院議員 (1881年-1883年)                                           |                                              | トーマス・ベントン・ウィーラー                 |
| 20 |        |      | ジム・ホッグ 1851年3月24日 - 1906年3月3日                                          | 1891年1月20日 - 1895年1月15日                             | 民主党                          | 1890年                                       | 第21代テキサス州司法長官 (1887年-1891年)                                     |                                              | ジョージ・カセッティ・ペンドルトン             |
| 20 | 1892年 |      | ジム・ホッグ 1851年3月24日 - 1906年3月3日                                          | 1891年1月20日 - 1895年1月15日                             | 民主党                          | マーティン・マクナルティ・クレイン           | 第21代テキサス州司法長官 (1887年-1891年)                                     |                                              |                                                |
| 21 |        |      | チャールズ・A・カルバーソン 1855年6月10日 - 1925年3月19日                          | 1895年1月15日 - 1899年1月17日                             | 民主党                          | 1894年                                       | 第22代テキサス州司法長官 (1891年-1895年)                                     |                                              | ジョージ・テイラー・ジェスター                 |
| 21 | 1896年 |      | チャールズ・A・カルバーソン 1855年6月10日 - 1925年3月19日                          | 1895年1月15日 - 1899年1月17日                             | 民主党                          |                                              | 第22代テキサス州司法長官 (1891年-1895年)                                     |                                              | ジョージ・テイラー・ジェスター                 |
| 22 |        |      | ジョセフ・D・セイヤーズ 1841年9月23日 - 1929年5月15日                              | 1899年1月17日 - 1903年1月20日                             | 民主党                          | 1898年                                       | テキサス州第9選挙区選出の連邦下院議員 (1893年-1899年)                        |                                              | ジェームズ・ブラウニング                       |
| 22 | 1900年 |      | ジョセフ・D・セイヤーズ 1841年9月23日 - 1929年5月15日                              | 1899年1月17日 - 1903年1月20日                             | 民主党                          |                                              | テキサス州第9選挙区選出の連邦下院議員 (1893年-1899年)                        |                                              | ジェームズ・ブラウニング                       |
| 23 |        |      | S・W・T・ランハム 1846年7月4日 - 1908年7月29日                                     | 1903年1月20日 - 1907年1月15日                             | 民主党                          | 1902年                                       | テキサス州第8選挙区選出の連邦下院議員 (1897年-1903年)                        |                                              | ジョージ・D・ニール                            |
| 23 | 1904年 |      | S・W・T・ランハム 1846年7月4日 - 1908年7月29日                                     | 1903年1月20日 - 1907年1月15日                             | 民主党                          |                                              | テキサス州第8選挙区選出の連邦下院議員 (1897年-1903年)                        |                                              | ジョージ・D・ニール                            |
| 24 |        |      | トーマス・ミッチェル・キャンベル 1856年4月22日 - 1923年4月1日                      | 1907年1月15日 - 1911年1月17日                             | 民主党                          | 1906年                                       | 鉄道のゼネラルマネージャー (1892年-1897年)                                   |                                              | アズブリー・バスコン・デヴィッドソン           |
| 24 | 1908年 |      | トーマス・ミッチェル・キャンベル 1856年4月22日 - 1923年4月1日                      | 1907年1月15日 - 1911年1月17日                             | 民主党                          |                                              | 鉄道のゼネラルマネージャー (1892年-1897年)                                   |                                              | アズブリー・バスコン・デヴィッドソン           |
| 25 |        |      | オスカー・ブランチ・コルキット 1861年12月16日 - 1940年3月8日                       | 1911年1月17日 - 1915年1月19日                             | 民主党                          | 1910年                                       | テキサス鉄道委員会 (1903年-1911年)                                           |                                              | アズブリー・バスコン・デヴィッドソン           |
| 25 | 1912年 |      | オスカー・ブランチ・コルキット 1861年12月16日 - 1940年3月8日                       | 1911年1月17日 - 1915年1月19日                             | 民主党                          | ウィリアム・ハーディング・メイズ             | テキサス鉄道委員会 (1903年-1911年)                                           |                                              |                                                |
| 26 |        |      | ジェームズ・E・"パ"・ファーガソン 1871年8月31日 - 1944年9月21日                    | 1915年1月19日 - 1917年8月25日                             | 民主党                          | 1914年                                       | 地方の銀行家 (1906年以降)                                                    |                                              | ウィリアム・P・ホビー                          |
| 26 | 1916年 |      | ジェームズ・E・"パ"・ファーガソン 1871年8月31日 - 1944年9月21日                    | 1915年1月19日 - 1917年8月25日                             | 民主党                          |                                              | 地方の銀行家 (1906年以降)                                                    |                                              | ウィリアム・P・ホビー                          |
| 27 |        |      | ウィリアム・P・ホビー 1878年3月26日 - 1964年6月7日                                 | 1917年8月25日 - 1921年1月18日                             | 民主党                          | 第24代テキサス州副知事 (1915年-1917年)       | 空席                                                                         | 空席                                         |                                                |
| 27 | 1918年 |      | ウィリアム・P・ホビー 1878年3月26日 - 1964年6月7日                                 | 1917年8月25日 - 1921年1月18日                             | 民主党                          | 第24代テキサス州副知事 (1915年-1917年)       | ウィラード・アーノルド・ジョンソン                                           |                                              |                                                |
| 28 |        |      | パット・モリス・ネフ 1871年11月26日 - 1952年1月20日                                | 1921年1月18日 - 1925年1月20日                             | 民主党                          | 1920年                                       | テキサス州下院議員 (1899年-1903年)                                           |                                              | リンチ・デヴィッドソン                         |
| 28 | 1922年 |      | パット・モリス・ネフ 1871年11月26日 - 1952年1月20日                                | 1921年1月18日 - 1925年1月20日                             | 民主党                          | トーマス・ホイットフィールド・デヴィッドソン | テキサス州下院議員 (1899年-1903年)                                           |                                              |                                                |
| 29 |        |      | ミリアム・A・"マ"・ファーガソン 1875年6月13日 - 1961年6月25日                      | 1925年1月20日 – 1927年1月18日                             | 民主党                          | 1924年                                       | テキサス州ファーストレディ (1915年-1917年)                                   |                                              | バリー・ミラー                                 |
| 30 |        |      | ダン・ムーディ 1893年6月1日 - 1966年5月22日                                        | 1927年1月18日 - 1931年1月20日                             | 民主党                          | 1926年                                       | 第32代テキサス州司法長官 (1931年-1935年)                                     |                                              | バリー・ミラー                                 |
| 30 | 1928年 |      | ダン・ムーディ 1893年6月1日 - 1966年5月22日                                        | 1927年1月18日 - 1931年1月20日                             | 民主党                          |                                              | 第32代テキサス州司法長官 (1931年-1935年)                                     |                                              | バリー・ミラー                                 |
| 31 |        |      | ロス・S・スターリング 1875年2月11日 - 1949年3月25日                                | 1931年1月20日 - 1933年1月17日                             | 民主党                          | 1930年                                       | テキサス州道路委員会会長 (1930年)                                            |                                              | エドガー・E・ウィット                          |
| 32 |        |      | ミリアム・A・"マ"・ファーガソン 1875年6月13日 - 1961年6月25日                      | 1933年1月17日 - 1935年1月15日                             | 民主党                          | 1932年                                       | 第29代テキサス州知事 (1925年-1927年)                                         |                                              | エドガー・E・ウィット                          |
| 33 |        |      | ジェームズ・A・オールレッド 1899年3月29日 - 1959年9月24日                          | 1935年1月15日 - 1939年1月17日                             | 民主党                          | 1934年                                       | 第35代テキサス州司法長官 (1931年-1935年)                                     |                                              | ウォルター・フランク・ウッドゥル               |
| 33 | 1936年 |      | ジェームズ・A・オールレッド 1899年3月29日 - 1959年9月24日                          | 1935年1月15日 - 1939年1月17日                             | 民主党                          |                                              | 第35代テキサス州司法長官 (1931年-1935年)                                     |                                              | ウォルター・フランク・ウッドゥル               |
| 34 |        |      | ウィルバート・リー・"パピィ"・オダニエル 1890年3月11日 - 1969年5月11日             | 1939年1月17日 - 1941年8月4日                              | 民主党                          | 1938年                                       | フォートワース商工会議所会頭 (1933年-1934年)                                 |                                              | コーク・R・スティーブンソン                    |
| 34 | 1940   |      | ウィルバート・リー・"パピィ"・オダニエル 1890年3月11日 - 1969年5月11日             | 1939年1月17日 - 1941年8月4日                              | 民主党                          |                                              | フォートワース商工会議所会頭 (1933年-1934年)                                 |                                              | コーク・R・スティーブンソン                    |
| 35 |        |      | コーク・R・スティーブンソン 1888年3月20日 - 1975年6月28日                          | 1941年8月4日 - 1947年1月21日                              | 民主党                          | 第31代テキサス州副知事 (1939年-1941年)       | 空席                                                                         | 空席                                         |                                                |
| 35 | 1942年 |      | コーク・R・スティーブンソン 1888年3月20日 - 1975年6月28日                          | 1941年8月4日 - 1947年1月21日                              | 民主党                          | 第31代テキサス州副知事 (1939年-1941年)       | ジョン・リー・スミス                                                         |                                              |                                                |
| 35 | 1944年 |      | コーク・R・スティーブンソン 1888年3月20日 - 1975年6月28日                          | 1941年8月4日 - 1947年1月21日                              | 民主党                          | 第31代テキサス州副知事 (1939年-1941年)       | ジョン・リー・スミス                                                         |                                              |                                                |
| 36 |        |      | ビューフォード・H・ジェスター 1893年1月12日 - 1949年7月11日                        | 1947年1月21日 - 1949年7月11日                             | 民主党                          | 1946年                                       | テキサス鉄道委員会員 (1943年-1947年)                                         |                                              | アラン・シヴァース                             |
| 36 | 1948年 |      | ビューフォード・H・ジェスター 1893年1月12日 - 1949年7月11日                        | 1947年1月21日 - 1949年7月11日                             | 民主党                          |                                              | テキサス鉄道委員会員 (1943年-1947年)                                         |                                              | アラン・シヴァース                             |
| 37 |        |      | アラン・シヴァース 1907年10月5日 - 1985年1月14日                                   | 1949年7月11日 - 1957年1月15日                             | 民主党                          | 第33代テキサス州副知事 (1947年-1949年)       | 空席                                                                         | 空席                                         |                                                |
| 37 | 1950年 |      | アラン・シヴァース 1907年10月5日 - 1985年1月14日                                   | 1949年7月11日 - 1957年1月15日                             | 民主党                          | 第33代テキサス州副知事 (1947年-1949年)       | ベン・ラムジー                                                               |                                              |                                                |
| 37 | 1952年 |      | アラン・シヴァース 1907年10月5日 - 1985年1月14日                                   | 1949年7月11日 - 1957年1月15日                             | 民主党                          | 第33代テキサス州副知事 (1947年-1949年)       | ベン・ラムジー                                                               |                                              |                                                |
| 37 | 1954年 |      | アラン・シヴァース 1907年10月5日 - 1985年1月14日                                   | 1949年7月11日 - 1957年1月15日                             | 民主党                          | 第33代テキサス州副知事 (1947年-1949年)       | ベン・ラムジー                                                               |                                              |                                                |
| 38 |        |      | プライス・ダニエル 1910年10月10日 - 1988年8月25日                                  | 1957年1月15日 - 1963年1月15日                             | 民主党                          | 1956年                                       | ベン・ラムジー                                                               | テキサス州選出の連邦上院議員 (1953年-1957年) |                                                |
| 38 | 1958年 |      | プライス・ダニエル 1910年10月10日 - 1988年8月25日                                  | 1957年1月15日 - 1963年1月15日                             | 民主党                          |                                              | ベン・ラムジー                                                               | テキサス州選出の連邦上院議員 (1953年-1957年) |                                                |
| 38 | 1960年 |      | プライス・ダニエル 1910年10月10日 - 1988年8月25日                                  | 1957年1月15日 - 1963年1月15日                             | 民主党                          |                                              | ベン・ラムジー                                                               | テキサス州選出の連邦上院議員 (1953年-1957年) |                                                |
| 38 | 空席   |      | プライス・ダニエル 1910年10月10日 - 1988年8月25日                                  | 1957年1月15日 - 1963年1月15日                             | 民主党                          |                                              |                                                                              | テキサス州選出の連邦上院議員 (1953年-1957年) |                                                |
| 39 |        |      | ジョン・コナリー 1917年2月27日 - 1993年6月15日                                     | 1963年1月15日 - 1969年1月21日                             | 民主党                          | 1962年                                       | 第56代アメリカ合衆国海軍長官 (1961年)                                        |                                              | プレストン・スミス                             |
| 39 | 1964年 |      | ジョン・コナリー 1917年2月27日 - 1993年6月15日                                     | 1963年1月15日 - 1969年1月21日                             | 民主党                          |                                              | 第56代アメリカ合衆国海軍長官 (1961年)                                        |                                              | プレストン・スミス                             |
| 39 | 1966年 |      | ジョン・コナリー 1917年2月27日 - 1993年6月15日                                     | 1963年1月15日 - 1969年1月21日                             | 民主党                          |                                              | 第56代アメリカ合衆国海軍長官 (1961年)                                        |                                              | プレストン・スミス                             |
| 40 |        |      | プレストン・スミス 1912年3月8日 - 2003年10月18日                                   | 1969年1月21日 - 1973年1月16日                             | 民主党                          | 1968年                                       | 第35代テキサス州副知事 (1963年-1969年)                                       |                                              | ベン・バーンズ                                 |
| 40 | 1970年 |      | プレストン・スミス 1912年3月8日 - 2003年10月18日                                   | 1969年1月21日 - 1973年1月16日                             | 民主党                          |                                              | 第35代テキサス州副知事 (1963年-1969年)                                       |                                              | ベン・バーンズ                                 |
| 41 |        |      | ドルフ・ブリスコー 1923年4月23日 - 2010年6月27日                                   | 1973年1月16日 - 1979年1月16日                             | 民主党                          | 1972年                                       | テキサス州下院議員 (1949年-1957年)                                           |                                              | ウィリアム・P・ホビー・ジュニア                |
| 41 | 1974年 |      | ドルフ・ブリスコー 1923年4月23日 - 2010年6月27日                                   | 1973年1月16日 - 1979年1月16日                             | 民主党                          |                                              | テキサス州下院議員 (1949年-1957年)                                           |                                              | ウィリアム・P・ホビー・ジュニア                |
| 42 |        |      | ビル・クレメンツ 1917年4月13日 - 2011年5月29日                                     | 1979年1月16日 - 1983年1月18日                             | 共和党                          | 1978年                                       | 第15代アメリカ合衆国国防副長官 (1973年-1977年)                               |                                              | ウィリアム・P・ホビー・ジュニア                |
| 43 |        |      | マーク・ホワイト 1940年3月17日 – 2017年8月5日                                      | 1983年1月18日 - 1987年1月20日                             | 民主党                          | 1982年                                       | 第46代テキサス州司法長官 (1979–1983)                                         |                                              | ウィリアム・P・ホビー・ジュニア                |
| 44 |        |      | ビル・クレメンツ 1917年4月13日 - 2011年5月29日                                     | 1987年1月20日 - 1991年1月15日                             | 共和党                          | 1986年                                       | 第42代テキサス州知事 (1979年-1983年)                                         |                                              | ウィリアム・P・ホビー・ジュニア                |
| 45 |        |      | アン・リチャーズ 1933年9月1日 - 2006年9月13日                                      | 1991年1月15日 - 1995年1月17日                             | 民主党                          | 1990年                                       | テキサス州財務長官 (1983年-1991年)                                           |                                              | ボブ・ブロック                                 |
| 46 |        |      | ジョージ・W・ブッシュ 1946年7月6日 - 存命                                          | 1995年1月17日 - 2000年12月21日                            | 共和党                          | 1994年                                       | テキサス・レンジャーズのマネージング・ジェネラル・パートナー (1989年-1994年) |                                              | ボブ・ブロック                                 |
| 46 | 1998年 |      | ジョージ・W・ブッシュ 1946年7月6日 - 存命                                          | 1995年1月17日 - 2000年12月21日                            | 共和党                          | リック・ペリー                               | テキサス・レンジャーズのマネージング・ジェネラル・パートナー (1989年-1994年) |                                              |                                                |
| 47 | 1998年 |      |                                                                                    | リック・ペリー 1950年3月4日 - 存命                        | 2000年12月21日 - 2015年1月20日  | 共和党                                       | 第39代テキサス州副知事 (1999年-2000年)                                       |                                              | ビル・ラトリフ                                 |
| 47 | 2002年 |      | デヴィッド・デューハースト                                                         | リック・ペリー 1950年3月4日 - 存命                        | 2000年12月21日 - 2015年1月20日  | 共和党                                       | 第39代テキサス州副知事 (1999年-2000年)                                       |                                              |                                                |
| 47 | 2006年 |      | デヴィッド・デューハースト                                                         | リック・ペリー 1950年3月4日 - 存命                        | 2000年12月21日 - 2015年1月20日  | 共和党                                       | 第39代テキサス州副知事 (1999年-2000年)                                       |                                              |                                                |
| 47 | 2010年 |      | デヴィッド・デューハースト                                                         | リック・ペリー 1950年3月4日 - 存命                        | 2000年12月21日 - 2015年1月20日  | 共和党                                       | 第39代テキサス州副知事 (1999年-2000年)                                       |                                              |                                                |
| 48 |        |      | グレッグ・アボット 1957年11月13日 - 存命                                           | 2015年1月20日 - 現職                                      | 共和党                          | 2014年                                       | 第50代テキサス州司法長官 (2002年-2015年)                                     |                                              | ダン・パトリック                               |
| 48 | 2018年 |      | グレッグ・アボット 1957年11月13日 - 存命                                           | 2015年1月20日 - 現職                                      | 共和党                          |                                              | 第50代テキサス州司法長官 (2002年-2015年)                                     |                                              | ダン・パトリック                               |

## 存命の元テキサス州知事
2025年3月12日時点で存命の元テキサス州知事は2人である。直近の死亡者は2017年8月5日没のマーク・ホワイト（任期: 1983-1987）である。以下は就任順に並べた存命者である:

ジョージ・W・ブッシュ (1995-2000) 1946年7月6日（78歳）
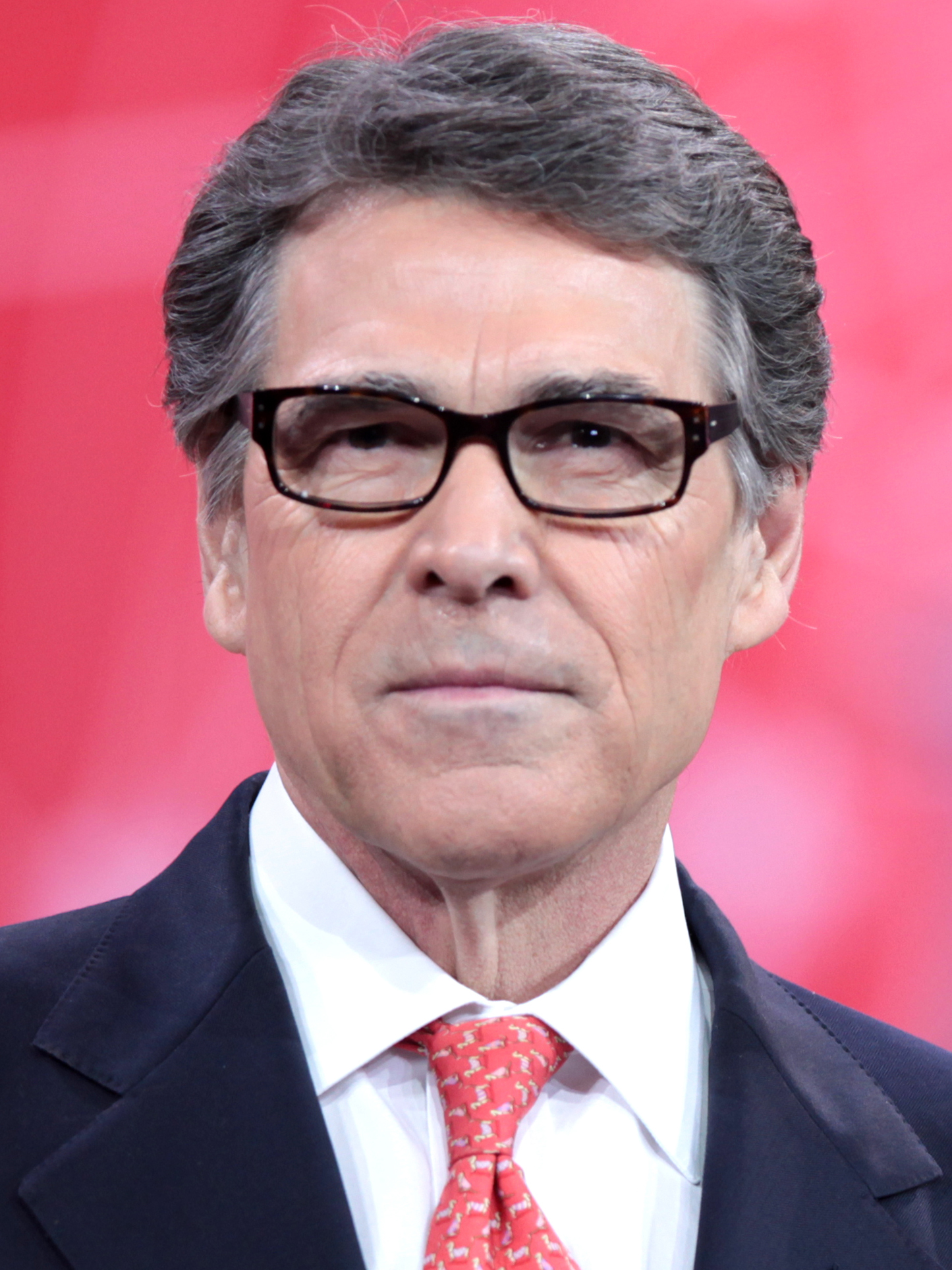
リック・ペリー (2000-2015) 1950年3月4日（75歳）